# Església parroquial de Santa Anna d'Argeleta
L'església parroquial de Santa Anna, localitzada a la plaça de l'Església d'Argeleta, a la comarca de l'Alt Millars és un lloc de culte catalogat com Bé de rellevància local, segons la Disposició Addicional Cinquena de la Llei 5/2007, de 9 de febrer, de la Generalitat Valenciana, de modificació de la Llei 4/1998, d'11 de juny, del Patrimoni Cultural Valencià (DOCV Núm. 5.449 / 13/02/2007), amb codi identificatiu: 12.08.015-003.
Pertany al arxicrestat 9, conegut com de la Mare de Déu de l'Esperança, amb seu a Onda, del Bisbat de Sogorb-Castelló, qui la denomina “Església parroquial de Sant Joaquín i Santa Anna”.

## Descripció
Es tracta d'un temple d'estil barroc churrigueresc, de planta de nau única i forts contraforts en els quals s'obren les capelles laterals, que són de menor altura que la nau central única. Externament presenta una façana mixtilínea amb una senzilla portalada i una torre campanar, que presenta com a rematada un templet de dues altures sobre el cos en el qual se situen les campanes.
Per la seva banda a l'interior destaquen unes columnes corínties. La construcció data de 1700, i conserva imatges d'especial interès cultural, destacant a més una relíquia de la Santa Creu, que va portar de Roma el dominic Pare Vaciero, en data que segons els autors varia, ja que alguns parlen de 1756 i uns altres de 1956, encara que segons l'Ajuntament d'Argeleta la donació de la relíquia es va fer en 1657.